# Dewey Square
Der Dewey Square ist ein Platz im Stadtzentrum von Boston im Bundesstaat Massachusetts der Vereinigten Staaten. Er wird durch die Straßen Summer, Purchase und Congress sowie die Atlantic Avenue begrenzt.

## Beschreibung
Im Untergrund verläuft der Dewey Square Tunnel, der die Interstate 93 bis zur Leonard P. Zakim Bunker Hill Memorial Bridge führt. An der südöstlichen Ecke des Platzes befindet sich die Boston South Station mit Anschluss an die Züge der Amtrak und MBTA, die U-Bahn Red Line sowie an die Buslinien der Silver Line.
Der Platz wurde nach Admiral George Dewey benannt, der in der Schlacht in der Bucht von Manila erfolgreich kämpfte.
Vom 30. September bis zum 10. Dezember 2011 befand sich auf dem Platz eine Zeltstadt der Bewegung Occupy Boston.